# 白龙江
白龙江（藏語：འབྲུག་ཆུ，威利转写：'brug chu），藏语称舟曲，位于嘉陵江上源或支流。 发源于岷山北麓，碌曲县与若尔盖县边境的郎木寺，源头海拔4078米。经陇南市武都区东南流入四川省，在广元市汇入嘉陵江。流经甘肃的迭部县、舟曲县、宕昌县、武都区、文县。全长576公里，流域面积31808平方公里。自然落差2783米，水能理论蕴藏量432.7万千瓦。白龙江上建有碧口电站、宝珠寺水电站（水库称白龙湖）。